# 3710 Bogoslovskij
3710 Bogoslovskij este un asteroid din centura principală, descoperit pe 13 septembrie 1978 de Nikolai Cernîh.